# Madhja Prades
Madhja Prades (hindiül: मध्य प्रदेश, tudományos átírással: Madhya Pradeś) India egyik állama az ország középső részén. Nevének jelentése „középső tartomány”. Fővárosa Bhopál, legnagyobb települése Indaur.

## Demográfia

### Nyelvi megoszlás
| Madhya Pradesh nyelvi megoszlása | Madhya Pradesh nyelvi megoszlása | Madhya Pradesh nyelvi megoszlása |
| Nyelv                            | Nyelvcsalád                      | Százalékban                      |
| -------------------------------- | -------------------------------- | -------------------------------- |
| Hindi                            | Indoárja                         | 87,32%                           |
| Bhili (Bhilodi)                  | Indoárja                         | 4,93%                            |
| Marathi                          | Indoárja                         | 2,10%                            |
| Urdu                             | Indoárja                         | 1,97%                            |
| Gondi                            | Dravida                          | 1,53%                            |
| Korku                            | Ausztroázsiai                    | 0,62%                            |

### Vallási megoszlás
Vallási megoszlás a 2011-es felmérés alapján: Hindu 90,9%, iszlám 6,6%, a többi vallás követője elenyésző.
lásd még: a vallás Indiában

## Városok
A legnagyobb városok a 2011-es népszámlálás alapján:
| Rangsor                                     | Város      | Népesség  | Rangsor | Város           | Népesség |
| ------------------------------------------- | ---------- | --------- | ------- | --------------- | -------- |
| 1                                           | Indaur     | 1.960.631 | 8       | Sagar           | 273.357  |
| 2                                           | Bhopál     | 1.795.648 | 9       | Ratlam          | 264.810  |
| 3                                           | Dzsabalpur | 1.054.336 | 10      | Rewa            | 235.422  |
| 4                                           | Gválijar   | 1.053.505 | 11      | Katni (Murwara) | 221.875  |
| 5                                           | Uddzsaín   | 515.215   | 12      | Singrauli       | 220.295  |
| 6                                           | Dewas      | 289.438   | 13      | Burhanpur       | 210.891  |
| 7                                           | Satna      | 280.248   | 14      | Khandwa         | 200.681  |
| Forrás: Census of India 2011. (PDF; 154 kB) |            |           |         |                 |          |

## Közigazgatás

Az állam 10 kerületből (Division) és 52 körzetből (Distrikt) áll

| Nr. | Körzet      | Székhely    | Terület    | Népesség (2011) | Népsűrűség fő/km² |
| --- | ----------- | ----------- | ---------- | --------------- | ----------------- |
| 1   | Agar Malwa  | Agar        | 2 726 km²  | 518,324         | 190 Ew./km²       |
| 2   | Alirajpur   | Alirajpur   | 3 182 km²  | 728 677         | 229 Ew./km²       |
| 3   | Anuppur     | Anuppur     | 3 748 km²  | 749 521         | 200 Ew./km²       |
| 4   | Ashoknagar  | Ashoknagar  | 4 668 km²  | 844 979         | 181 Ew./km²       |
| 5   | Balaghat    | Balaghat    | 9 245 km²  | 1 701 156       | 184 Ew./km²       |
| 6   | Barwani     | Barwani     | 5 413 km²  | 1 385 659       | 256 Ew./km²       |
| 7   | Betul       | Betul       | 10 033 km² | 1 575 247       | 157 Ew./km²       |
| 8   | Bhind       | Bhind       | 4 460 km²  | 1 703 562       | 382 Ew./km²       |
| 9   | Bhopal      | Bhopal      | 2 773 km²  | 2 368 145       | 853 Ew./km²       |
| 10  | Burhanpur   | Burhanpur   | 3 425 km²  | 756 993         | 221 Ew./km²       |
| 11  | Chhatarpur  | Chhatarpur  | 8 684 km²  | 1 762 857       | 203 Ew./km²       |
| 12  | Chhindwara  | Chhindwara  | 11 810 km² | 2 090 306       | 177 Ew./km²       |
| 13  | Damoh       | Damoh       | 7 305 km²  | 1 263 703       | 173 Ew./km²       |
| 14  | Datia       | Datia       | 2 693 km²  | 786 375         | 292 Ew./km²       |
| 15  | Dewas       | Dewas       | 7 009 km²  | 1 563 107       | 223 Ew./km²       |
| 16  | Dhar        | Dhar        | 8 152 km²  | 2 184 672       | 268 Ew./km²       |
| 17  | Dindori     | Dindori     | 7 492 km²  | 704 218         | 94 Ew./km²        |
| 18  | Khandwa     | Khandwa     | 7 356 km²  | 1 309 443       | 178 Ew./km²       |
| 19  | Guna        | Guna        | 6 397 km²  | 1 240 938       | 194 Ew./km²       |
| 20  | Gwalior     | Gwalior     | 4 563 km²  | 2 030 543       | 445 Ew./km²       |
| 21  | Harda       | Harda       | 3 335 km²  | 570 302         | 171 Ew./km²       |
| 22  | Hoshangabad | Hoshangabad | 6 708 km²  | 1 240 975       | 185 Ew./km²       |
| 23  | Indore      | Indore      | 3 900 km²  | 3 272 335       | 839 Ew./km²       |
| 24  | Jabalpur    | Jabalpur    | 5 213 km²  | 2 460 714       | 472 Ew./km²       |
| 25  | Jhabua      | Jhabua      | 3 593 km²  | 1 024 091       | 285 Ew./km²       |
| 26  | Katni       | Katni       | 4 949 km²  | 1 291 684       | 261 Ew./km²       |
| 27  | Mandla      | Mandla      | 5 789 km²  | 1 053 522       | 182 Ew./km²       |
| 28  | Mandsaur    | Mandsaur    | 4 557 km²  | 1 339 832       | 294 Ew./km²       |
| 29  | Morena      | Morena      | 4 988 km²  | 1 965 137       | 394 Ew./km²       |
| 30  | Narsinghpur | Narsinghpur | 5 127 km²  | 1 092 141       | 213 Ew./km²       |
| 31  | Neemuch     | Neemuch     | 5 258 km²  | 825 958         | 194 Ew./km²       |
| 32  | Panna       | Panna       | 7 155 km²  | 1 016 028       | 142 Ew./km²       |
| 33  | Raisen      | Raisen      | 8 482 km²  | 1 331 699       | 157 Ew./km²       |
| 34  | Rajgarh     | Rajgarh     | 6 162 km²  | 1 546 541       | 251 Ew./km²       |
| 35  | Ratlam      | Ratlam      | 4 864 km²  | 1 454 483       | 299 Ew./km²       |
| 36  | Rewa        | Rewa        | 6 320 km²  | 2 363 744       | 374 Ew./km²       |
| 37  | Sagar       | Sagar       | 10 251 km² | 2 378 295       | 232 Ew./km²       |
| 38  | Satna       | Satna       | 7 504 km²  | 2 228 619       | 297 Ew./km²       |
| 39  | Sehore      | Sehore      | 6 588 km²  | 1 311 008       | 199 Ew./km²       |
| 40  | Seoni       | Seoni       | 8 783 km²  | 1 378 876       | 157 Ew./km²       |
| 41  | Shahdol     | Shahdol     | 6 192 km²  | 1 064 989       | 172 Ew./km²       |
| 42  | Shajapur    | Shajapur    | 3 469 km²  | 994 029         | 286 Ew./km²       |
| 43  | Sheopur     | Sheopur     | 6 615 km²  | 687 952         | 104 Ew./km²       |
| 44  | Shivpuri    | Shivpuri    | 10 273 km² | 1 725 818       | 168 Ew./km²       |
| 45  | Sidhi       | Sidhi       | 4 856 km²  | 1 126 515       | 232 Ew./km²       |
| 46  | Singrauli   | Singrauli   | 5 664 km²  | 1 178 132       | 208 Ew./km²       |
| 47  | Tikamgarh   | Tikamgarh   | 5 052 km²  | 1 444 920       | 286 Ew./km²       |
| 48  | Ujjain      | Ujjain      | 6 094 km²  | 1 986 597       | 326 Ew./km²       |
| 49  | Umaria      | Umaria      | 4 073 km²  | 643 579         | 158 Ew./km²       |
| 50  | Vidisha     | Vidisha     | 7 365 km²  | 1 458 212       | 198 Ew./km²       |
| 51  | Khargone    | Khargone    | 8 036 km²  | 1 872 413       | 233 Ew./km²       |

## Turizmus
Főbb látnivalók: 
- Khadzsuráhó
- Uddzsaín
- Órcsha
- Száncsi buddhista emlékek
- Mándúi erődrendszer, paloták
- Gválijari erőd
- Dhuándhár-vízesés (Dzsabalpur)
- Pencs tigrisrezervátum (Pencs Nemzeti Park)
- Panna Nemzeti Park

## Galéria

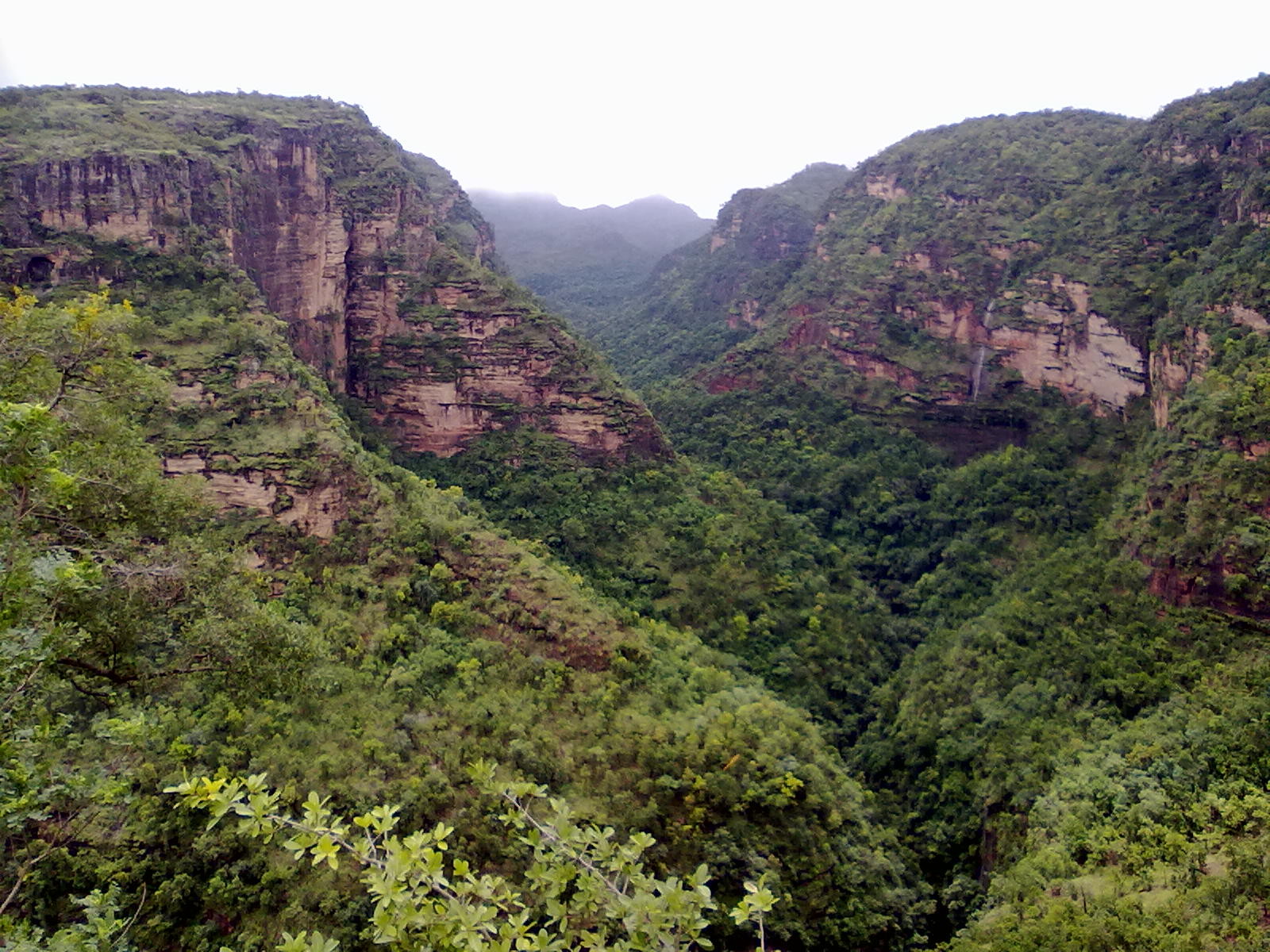
Pachmarhi-kanyon
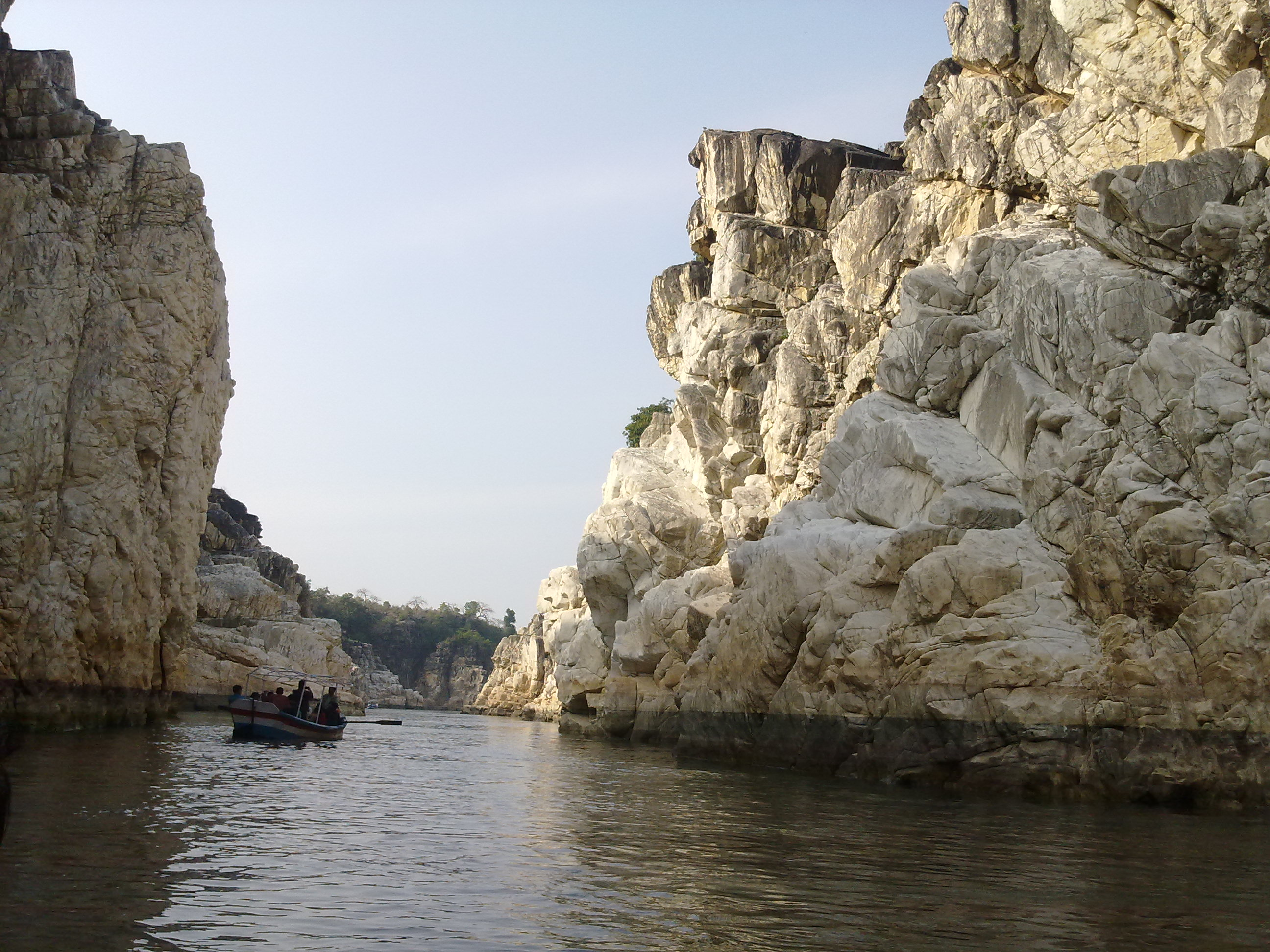
Bhedaghat
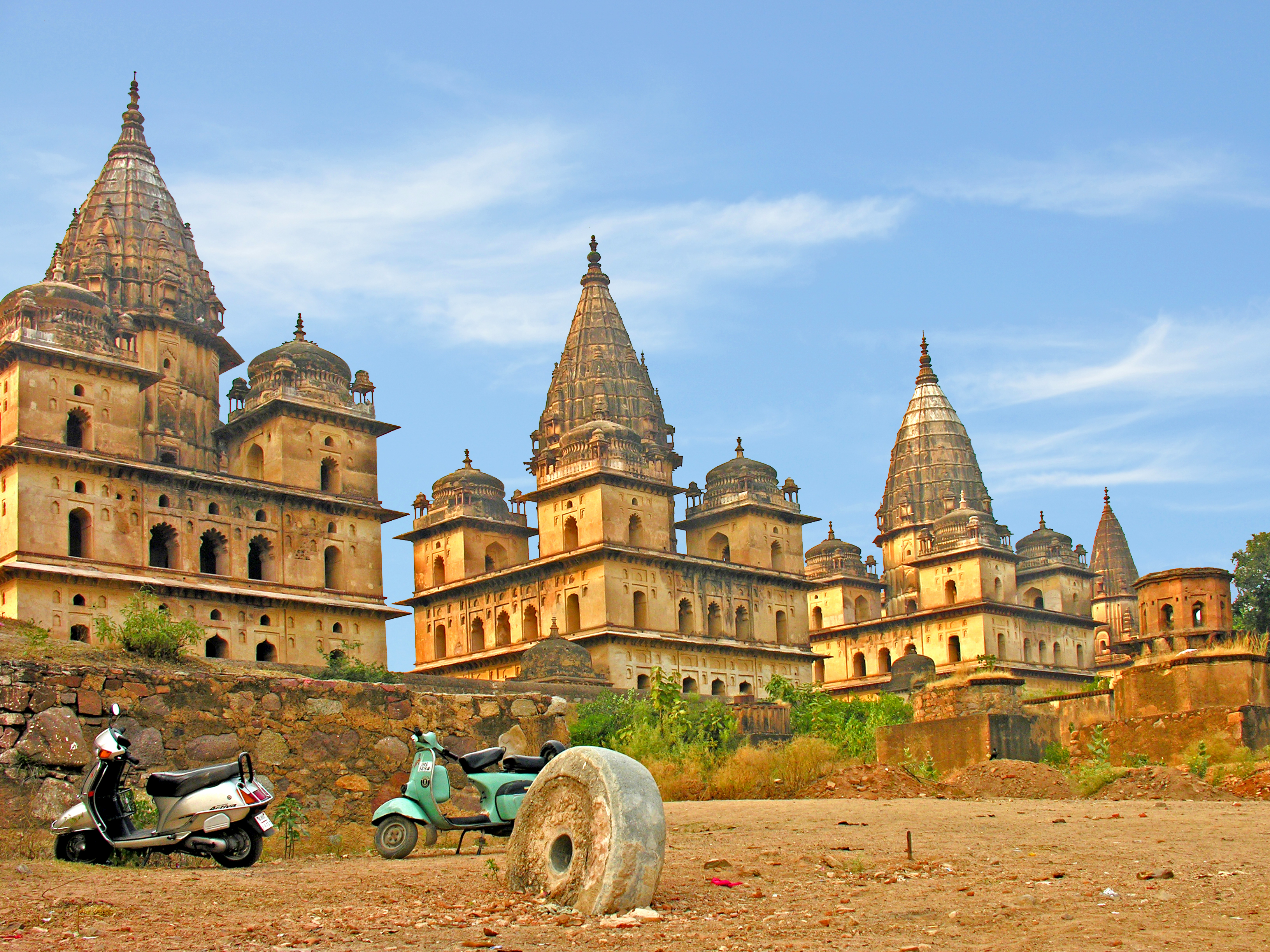
Orchha
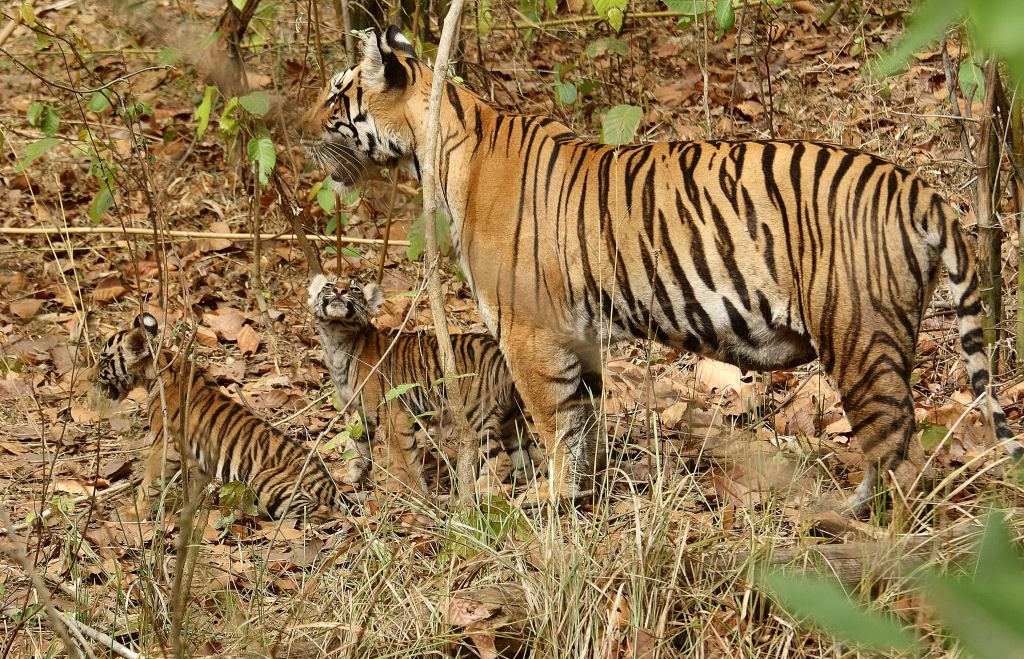
Tigris rezervátum
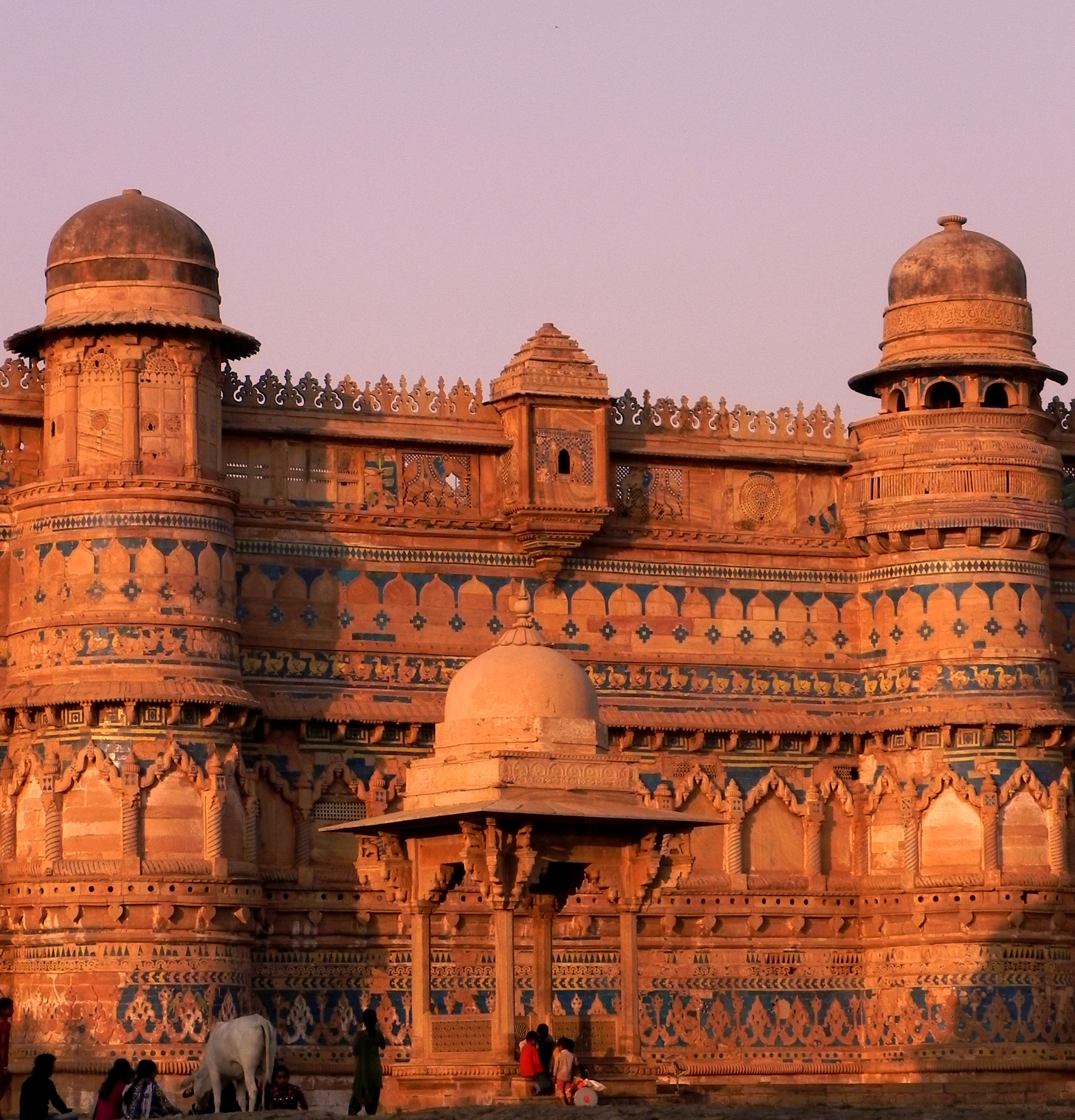
Gwalior
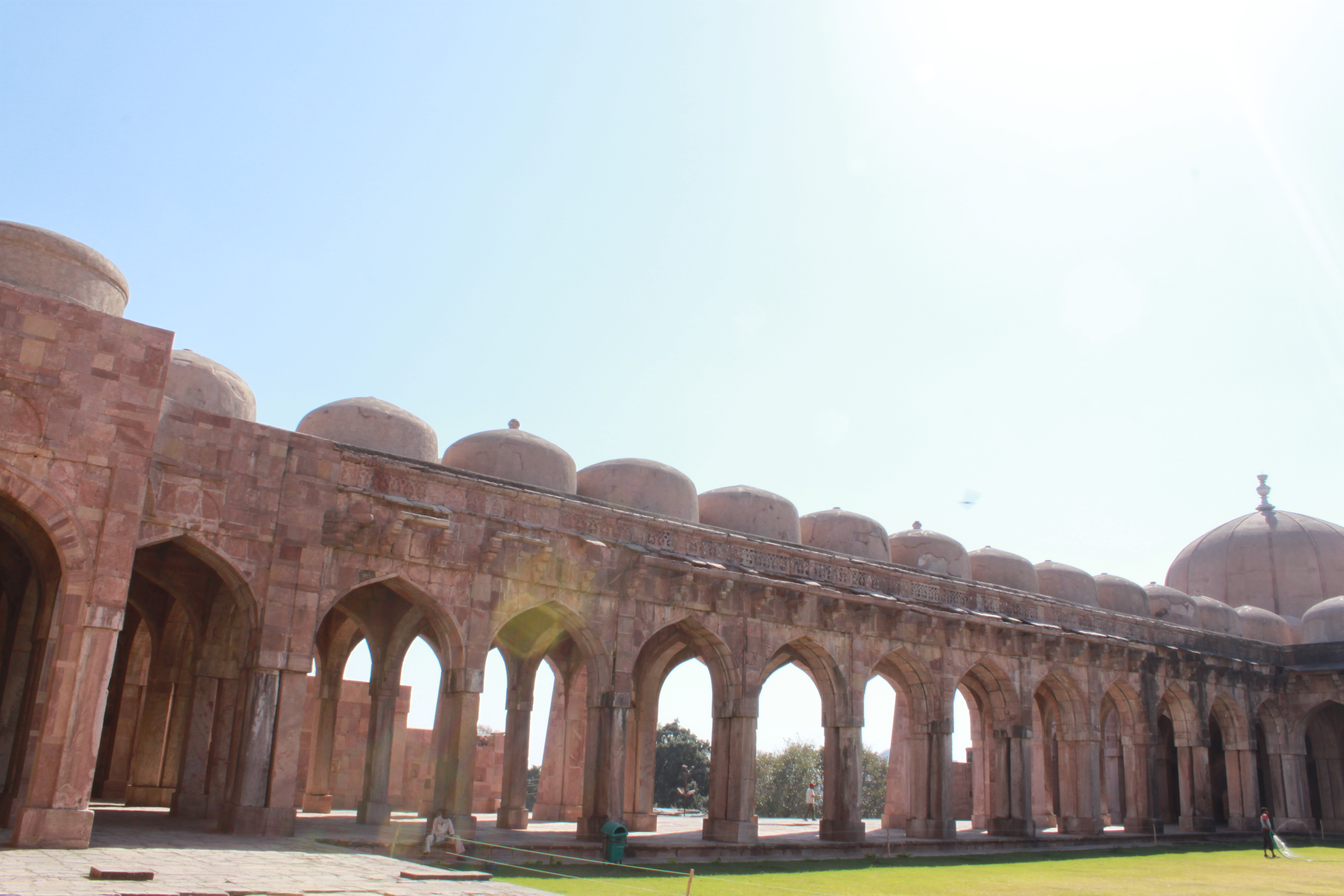
Mándú
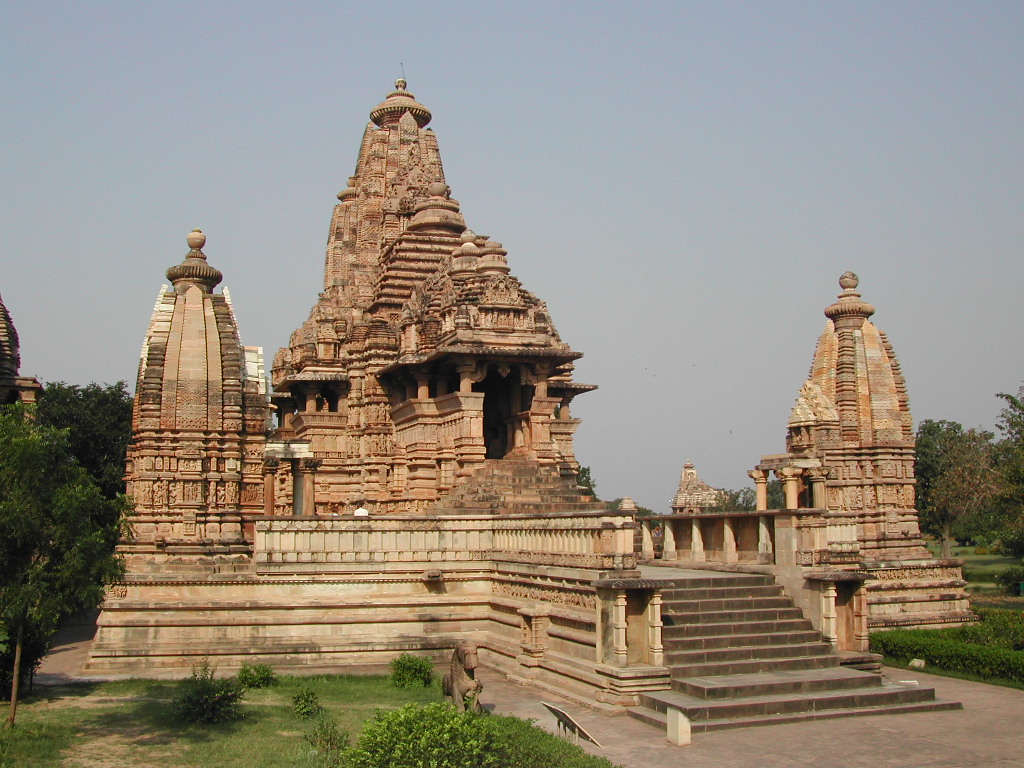
Khadzsuráhó, Lakshmana-templom

## Fordítás
- Ez a szócikk részben vagy egészben  a   Madhya Pradesh című német Wikipédia-szócikk fordításán alapul.  Az eredeti cikk szerkesztőit annak laptörténete sorolja fel. Ez a jelzés csupán a megfogalmazás eredetét és a szerzői jogokat jelzi, nem szolgál a cikkben szereplő információk forrásmegjelöléseként.